# 适配器模式
在設計模式中，适配器模式（英語：adapter pattern）有时候也称包装样式或者包装（英語：wrapper）。将一个类的接口轉接成用户所期待的。一个适配使得因接口不兼容而不能在一起工作的类能在一起工作，做法是将类自己的接口包裹在一个已存在的类中。

## 结构
有两种类型的适配器模式：

### 对象适配器模式
在这种适配器模式中，适配器容纳一个它包裹的类的实例。在这种情况下，适配器调用被包裹对象的物理实体。

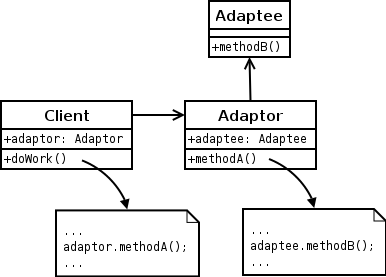
用统一建模语言(UML)表示的对象适配器模式。

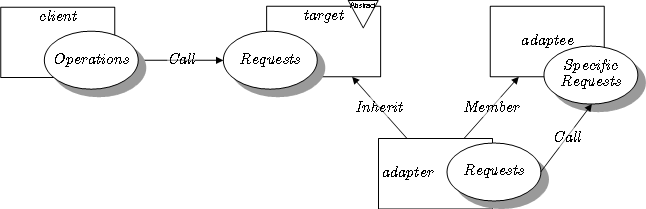
用Lepus3建模语言表示的对象适配器模式。

### 类适配器模式
这种适配器模式下，适配器继承自己实现的类（一般多重继承）。

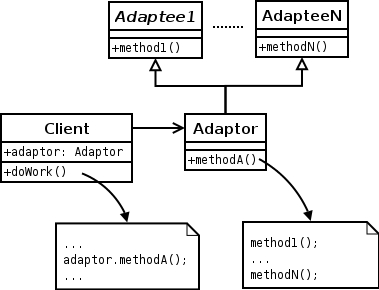
用统一建模语言(UML)表示的类适配器模式。

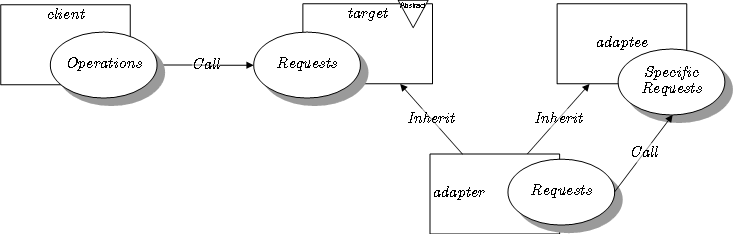
用Lepus3建模语言表示的类适配器模式